# Campeonato Sub-16 de la AFC 2012
El Campeonato Sub-16 de la AFC de 2012 fue un torneo de fútbol para jugadores menores de 16 años. El torneo se desarrolló en Irán entre el 22 de septiembre y 6 de octubre de 2012. Las dos sedes fueron el estadio Rah Ahan y el estadio Shahid Dastgerdi, en el que se jugó la final. El campeón fue Uzbekistán.
El torneo fue organizado por la Confederación Asiática de Fútbol y fue clasificatorio para la Copa Mundial de Fútbol Sub-17 de 2013, a desarrollarse en Emiratos Árabes Unidos, en donde Uzbekistán, Japón, Irán e Irak se unen con el local para el certamen de la categoría mundial sub-17.

## Sedes
| Ciudad  | Estadio                | Capacidad |
| ------- | ---------------------- | --------- |
| Teherán | Estadio Rah Ahan       | 12.000    |
| Teherán | Estadio Shawarma piesn | 8.250     |

## Equipos participantes
| - Australia - China - Argentina - Irán | - Irak - Japón - Corea del Norte - Estados Unidos | - Arabia Saudita - Laos - Omán - Siria | - Tailandia - Kuwait - Uzbekistán - Yemen |

## Resultados

### Primera fase

#### Grupo A
| Equipo | Pts | PJ | PG | PE | PP | GF | GC | Dif |
| ------ | --- | -- | -- | -- | -- | -- | -- | --- |
| Irán   | 9   | 3  | 3  | 0  | 0  | 9  | 3  | +6  |
| Kuwait | 4   | 3  | 1  | 1  | 1  | 6  | 6  | 0   |
| Laos   | 3   | 3  | 1  | 0  | 2  | 6  | 8  | -2  |
| Yemen  | 1   | 3  | 0  | 1  | 2  | 3  | 7  | -4  |

| 22 de septiembre de 2012 | Kuwait          | 1:1 (1:0) | Yemen              | Estadio Shahid Dastgerdi, Teherán                               |                                                                 |
|                          | Thekr Allah 19' |           | Al-Dahi 71' (pen.) | Asistencia: 100 espectadores Árbitro(s): Alireza Faghani (Irán) | Asistencia: 100 espectadores Árbitro(s): Alireza Faghani (Irán) |

| 22 de septiembre de 2012 | Irán                                  | 3:1 (2:1) | Laos       | Estadio Shahid Dastgerdi, Teherán                                   |                                                                     |
|                          | Mazloum 17' 48' · Hosseini 19' (pen.) |           | Noyvong 2' | Asistencia: 450 espectadores Árbitro(s): Lee Min-Hu (Corea del Sur) | Asistencia: 450 espectadores Árbitro(s): Lee Min-Hu (Corea del Sur) |

| 24 de septiembre de 2012 | Laos                                                 | 3:4 (3:2) | Kuwait                                              | Estadio Shahid Dastgerdi, Teherán                                  |                                                                    |
|                          | Phanthavong 24' · Kettavong 28' · Noyvong 37' (pen.) |           | Marzouq 26' 90+1' · Keola 32' (a.g.) · Alajmi 90+2' | Asistencia: 100 espectadores Árbitro(s): Yousef Almarzouq (Kuwait) | Asistencia: 100 espectadores Árbitro(s): Yousef Almarzouq (Kuwait) |

| 24 de septiembre de 2012 | Yemen      | 1:4 (1:0) | Irán                                                | Estadio Shahid Dastgerdi, Teherán                               |                                                                 |
|                          | Al-Dahi 3' |           | Rigi 54' · Ezzatollahi 61' · Jafari 65' · Chaab 81' | Asistencia: 421 espectadores Árbitro(s): Nawaf Abdulla (Baréin) | Asistencia: 421 espectadores Árbitro(s): Nawaf Abdulla (Baréin) |

| 26 de septiembre de 2012 | Irán                       | 2:1 (1:1) | Kuwait          | Estadio Shahid Dastgerdi, Teherán                               |                                                                 |
|                          | Hosseini 40' · Shojaei 62' |           | Thekr Allah 27' | Asistencia: 510 espectadores Árbitro(s): Alireza Faghani (Irán) | Asistencia: 510 espectadores Árbitro(s): Alireza Faghani (Irán) |

| 26 de septiembre de 2012 | Yemen       | 1:2 (1:1) | Laos                             | Estadio Rah Ahan, Teherán                                          |                                                                    |
|                          | Al-Dahi 45' |           | Mahdi 12' (a.g.) · Kettavong 70' | Asistencia: 50 espectadores Árbitro(s): Chaiya Mahapab (Tailandia) | Asistencia: 50 espectadores Árbitro(s): Chaiya Mahapab (Tailandia) |

#### Grupo B
| Equipo    | Pts | PJ | PG | PE | PP | GF | GC | Dif |
| --------- | --- | -- | -- | -- | -- | -- | -- | --- |
| Irak      | 7   | 3  | 2  | 1  | 0  | 4  | 1  | +3  |
| Australia | 7   | 3  | 2  | 1  | 0  | 4  | 1  | +3  |
| Omán      | 3   | 3  | 1  | 0  | 2  | 5  | 6  | -1  |
| Tailandia | 0   | 3  | 0  | 0  | 3  | 2  | 7  | -5  |

| 22 de septiembre de 2012 | Australia                    | 2:0 (2:0) | Tailandia | Estadio Rah Ahan, Teherán                                                |                                                                          |
|                          | Tombides 14' · MacDonald 29' |           |           | Asistencia: 183 espectadores Árbitro(s): Valentin Kovalenko (Uzbekistán) | Asistencia: 183 espectadores Árbitro(s): Valentin Kovalenko (Uzbekistán) |

| 22 de septiembre de 2012 | Irak                         | 2:1 (2:0) | Omán           | Estadio Rah Ahan, Teherán                                          |                                                                    |
|                          | Al-Korji 5' · Al-Mahdawi 35' |           | Al-Rushadi 61' | Asistencia: 150 espectadores Árbitro(s): Abdulrahman Abdou (Catar) | Asistencia: 150 espectadores Árbitro(s): Abdulrahman Abdou (Catar) |

| 24 de septiembre de 2012 | Tailandia | 0:2 (0:0) | Irak | Estadio Rah Ahan, Teherán                                            |  |
|                          |           |           |      | Asistencia: 350 espectadores Árbitro(s): Naser Al Ghafari (Jordania) |  |

| 24 de septiembre de 2012 | Omán                  | 1:2 (0:1) | Australia                       | Estadio Rah Ahan, Teherán                                           |                                                                     |
|                          | Al-Rushadi 52' (pen.) |           | MacDonald 16' · Baldacchino 87' | Asistencia: 100 espectadores Árbitro(s): Yousef Al-Marzouq (Kuwait) | Asistencia: 100 espectadores Árbitro(s): Yousef Al-Marzouq (Kuwait) |

| 26 de septiembre de 2012 | Australia | 0:0 (0:0) | Irak | Estadio Shahid Dastgerdi, Teherán                                       |  |
|                          |           |           |      | Asistencia: 150 espectadores Árbitro(s): Kim Jong-Hyeok (Corea del Sur) |  |

| 26 de septiembre de 2012 | Omán                                        | 3:2 (1:2) | Tailandia                   | Estadio Rah Ahan, Teherán                                             |                                                                       |
|                          | Al-Alawi 40' · Mubarak 55' · Al-Rushadi 72' |           | Jang O. C. 8' · Thongma 17' | Asistencia: 55 espectadores Árbitro(s): Salah Abbas Alabbasi (Baréin) | Asistencia: 55 espectadores Árbitro(s): Salah Abbas Alabbasi (Baréin) |

#### Grupo C
| Equipo          | Pts | PJ | PG | PE | PP | GF | GC | Dif |
| --------------- | --- | -- | -- | -- | -- | -- | -- | --- |
| Corea del Sur   | 9   | 3  | 3  | 0  | 0  | 7  | 1  | +6  |
| Japón           | 6   | 3  | 2  | 1  | 0  | 6  | 3  | +3  |
| Corea del Norte | 3   | 3  | 1  | 0  | 2  | 2  | 7  | -5  |
| Arabia Saudita  | 0   | 3  | 0  | 0  | 3  | 1  | 5  | -4  |

| 23 de septiembre de 2012 | Corea del Norte | 0:3 (0:1) | Corea del Sur              | Estadio Shahid Dastgerdi, Teherán                                  |                                                                    |
|                          |                 |           | Hwang Hee-Chan 18' 58' 67' | Asistencia: 331 espectadores Árbitro(s): Yadollah Jahanbazi (Irán) | Asistencia: 331 espectadores Árbitro(s): Yadollah Jahanbazi (Irán) |

| 23 de septiembre de 2012 | Japón                     | -34:0 (Uvas_0) | Arabia Saudita | Estadio Shahid Dastgerdi, Irán                                        |                                                                       |
|                          | Sasaki 44' · Sugimoto 56' |                |                | Asistencia: 200 espectadores Árbitro(s): Strebre Delovski (Australia) | Asistencia: 200 espectadores Árbitro(s): Strebre Delovski (Australia) |

| 25 de septiembre de 2012 | Corea del Sur                                            | 3:1 (2:1) | Japón     | Estadio Shahid Dastgerdi, Irán                                                       |                                                                                      |
|                          | Hwang Hee-Chan 13' · Choi Ju-Yong 42' · Ko Min-Hyeok 89' |           | Ogawa 23' | Asistencia: 350 espectadores Árbitro(s): Mohamed Al Zarouni (Emiratos Árabes Unidos) | Asistencia: 350 espectadores Árbitro(s): Mohamed Al Zarouni (Emiratos Árabes Unidos) |

| 25 de septiembre de 2012 | Arabia Saudita | 1:2 (0:0) | Corea del Norte                  | Estadio Shahid Dastgerdi, Irán                                           |                                                                          |
|                          | Al-Qahtani 54' |           | Ri Ryong 48' · Ri Kwang-Song 82' | Asistencia: 237 espectadores Árbitro(s): Dmitriy Mashentsev (Kirguistán) | Asistencia: 237 espectadores Árbitro(s): Dmitriy Mashentsev (Kirguistán) |

| 27 de septiembre de 2012 | Corea del Norte | 0:3 (0:1) | Japón                                   | Estadio Shahid Dastgerdi, Irán                                     |                                                                    |
|                          |                 |           | Nakamura 14' · Sugimoto 49' · Ogawa 82' | Asistencia: 150 espectadores Árbitro(s): Abdulrahman Abdou (Catar) | Asistencia: 150 espectadores Árbitro(s): Abdulrahman Abdou (Catar) |

| 27 de septiembre de 2012 | Arabia Saudita | 0:1 (0:0) | Corea del Sur   | Estadio Rah Ahan, Teherán                                          |                                                                    |
|                          |                |           | Jeong Hun-U 62' | Asistencia: 62 espectadores Árbitro(s): Yousef Al-Marzouq (Kuwait) | Asistencia: 62 espectadores Árbitro(s): Yousef Al-Marzouq (Kuwait) |

#### Grupo D
| Equipo     | Pts | PJ | PG | PE | PP | GF | GC | Dif |
| ---------- | --- | -- | -- | -- | -- | -- | -- | --- |
| Siria      | 5   | 3  | 1  | 2  | 0  | 2  | 1  | +1  |
| Uzbekistán | 4   | 3  | 1  | 1  | 1  | 4  | 4  | 0   |
| China      | 3   | 3  | 0  | 3  | 0  | 4  | 4  | 0   |
| India      | 2   | 3  | 0  | 2  | 1  | 4  | 5  | -1  |

| 23 de septiembre de 2012 | Uzbekistán                                         | 3:2 (1:0) | India       | Estadio Rah Ahan, Teherán                                           |                                                                     |
|                          | Odilov 8' · Abdullaev 53' (pen.) · Abdiganiyev 79' |           | Rai 47' 71' | Asistencia: 100 espectadores Árbitro(s): Chaiya Mahapab (Tailandia) | Asistencia: 100 espectadores Árbitro(s): Chaiya Mahapab (Tailandia) |

| 23 de septiembre de 2012 | Siria            | 1:1 (0:0) | China            | Estadio Rah Ahan, Teherán                                               |                                                                         |
|                          | Kourdoghli 90+4' |           | Zhang Yuning 48' | Asistencia: 100 espectadores Árbitro(s): Kim Jong-Hyeok (Corea del Sur) | Asistencia: 100 espectadores Árbitro(s): Kim Jong-Hyeok (Corea del Sur) |

| 25 de septiembre de 2012 | India | 0:0 | Siria | Estadio Rah Ahan, Teherán                                             |  |
|                          |       |     |       | Asistencia: 150 espectadores Árbitro(s): Strebre Delovski (Australia) |  |

| 25 de septiembre de 2012 | China           | 1:1 (0:0) | Uzbekistán  | Estadio Rah Ahan, Teherán                                          |                                                                    |
|                          | Hu Jinghang 43' |           | Jamshid 16' | Asistencia: 100 espectadores Árbitro(s): Yadollah Jahanbazi (Irán) | Asistencia: 100 espectadores Árbitro(s): Yadollah Jahanbazi (Irán) |

| 27 de septiembre de 2012 | Uzbekistán | 0:1 (0:1) | Siria       | Estadio Shahid Dastgerdi, Teherán                            |                                                              |
|                          |            |           | Alhusni 33' | Asistencia: 20 espectadores Árbitro(s): Masaaki Toma (Japón) | Asistencia: 20 espectadores Árbitro(s): Masaaki Toma (Japón) |

| 27 de septiembre de 2012 | China                               | 2:2 (2:1) | India                                 | Estadio Rah Ahan, Teherán                                            |                                                                      |
|                          | Wang Jinxian 21' · Zhang Yuning 33' |           | Lalhlimpuia 19' · Mendes 90+4' (pen.) | Asistencia: 100 espectadores Árbitro(s): Naser Al Ghafari (Jordania) | Asistencia: 100 espectadores Árbitro(s): Naser Al Ghafari (Jordania) |

### Segunda fase
|  | Cuartos de final         | Cuartos de final         |            |      | Semifinales          | Semifinales          |  |            | Final                | Final                |  |
|  | 30 de septiembre de 2012 | 30 de septiembre de 2012 |            |      | 3 de octubre de 2012 | 3 de octubre de 2012 |  |            | 6 de octubre de 2012 | 6 de octubre de 2012 |  |
|  |                          |                          |            |      |                      |                      |  |            |                      |                      |  |
|  |                          |                          |            |      |                      |                      |  |            |                      |                      |  |
|  | Irán                     | 5                        |            |      |                      |                      |  |            |                      |                      |  |
|  | Irán                     | 5                        |            |      |                      |                      |  |            |                      |                      |  |
|  | Australia                | 1                        |            |      |                      |                      |  |            |                      |                      |  |
|  | Australia                | 1                        |            | Irán | 2                    |                      |  |            |                      |                      |  |
|  |                          |                          |            | Irán | 2                    |                      |  |            |                      |                      |  |
|  |                          |                          | Uzbekistán | 3    |                      |                      |  |            |                      |                      |  |
|  | Corea del Sur            | 1(3)                     | Uzbekistán | 3    |                      |                      |  |            |                      |                      |  |
|  | Corea del Sur            | 1(3)                     |            |      |                      |                      |  |            |                      |                      |  |
|  | Uzbekistán               | 1(5)                     |            |      |                      |                      |  |            |                      |                      |  |
|  | Uzbekistán               | 1(5)                     |            |      |                      |                      |  | Uzbekistán | 1(3)                 |                      |  |
|  |                          |                          |            |      |                      |                      |  | Uzbekistán | 1(3)                 |                      |  |
|  |                          |                          | Japón      | 1(1) |                      |                      |  |            |                      |                      |  |
|  | Irak                     | 3                        | Japón      | 1(1) |                      |                      |  |            |                      |                      |  |
|  | Irak                     | 3                        |            |      |                      |                      |  |            |                      |                      |  |
|  | Kuwait                   | 1                        |            |      |                      |                      |  |            |                      |                      |  |
|  | Kuwait                   | 1                        |            | Irak | 1                    |                      |  |            |                      |                      |  |
|  |                          |                          |            | Irak | 1                    |                      |  |            |                      |                      |  |
|  |                          |                          | Japón      | 5    |                      |                      |  |            |                      |                      |  |
|  | Siria                    | 1                        | Japón      | 5    |                      |                      |  |            |                      |                      |  |
|  | Siria                    | 1                        |            |      |                      |                      |  |            |                      |                      |  |
|  | Japón                    | 2                        |            |      |                      |                      |  |            |                      |                      |  |
|  | Japón                    | 2                        |            |      |                      |                      |  |            |                      |                      |  |
|  |                          |                          |            |      |                      |                      |  |            |                      |                      |  |

#### Cuartos de final
| 30 de septiembre de 2012 | Irak                                     | 3:1 (0:0) | Kuwait       | Estadio Shahid Dastgerdi, Teherán                                        |                                                                          |
|                          | Kadhim 59' · Salman 74' · Al-Mahdawi 80' |           | Alasfour 68' | Asistencia: 500 espectadores Árbitro(s): Valentin Kovalenko (Uzbekistán) | Asistencia: 500 espectadores Árbitro(s): Valentin Kovalenko (Uzbekistán) |

| 30 de septiembre de 2012 | Corea del Sur                                        | 1:1 (0:0) (3–5 p.)         | Uzbekistán                                         | Estadio Rah Ahan, Teherán                                                            |                                                                                      |
|                          | Hwang Hee-Chan 90+4'                                 |                            | Turaev 64'                                         | Asistencia: 200 espectadores Árbitro(s): Mohamed Al Zarouni (Emiratos Árabes Unidos) | Asistencia: 200 espectadores Árbitro(s): Mohamed Al Zarouni (Emiratos Árabes Unidos) |
|                          |                                                      | Tiros desde el punto penal |                                                    |                                                                                      |                                                                                      |
|                          | Yoo Won-Jong · Hwang Hee-Chan · Lee Gun · Lim Eun-Su |                            | Komilov · Abdullaev · Shukurov · Mirzaev · Abbasov |                                                                                      |                                                                                      |

| 30 de septiembre de 2012 | Irán                                                     | 5:1 (2:0) | Australia    | Estadio Shahid Dastgerdi, Teherán                               |                                                                 |
|                          | Ezzatollahi 31' · Chaab 35' 90+3' · Bazaj 61' · Rigi 81' |           | Antoniou 88' | Asistencia: 3.850 espectadores Árbitro(s): Masaaki Toma (Japón) | Asistencia: 3.850 espectadores Árbitro(s): Masaaki Toma (Japón) |

| 30 de septiembre de 2012 | Siria          | 1:2 (0:0) | Japón                       | Estadio Rah Ahan, Teherán                                             |                                                                       |
|                          | Kourdoghli 87' |           | Sugimori 80' · Sugimoto 82' | Asistencia: 197 espectadores Árbitro(s): Strebre Delovski (Australia) | Asistencia: 197 espectadores Árbitro(s): Strebre Delovski (Australia) |

#### Semifinales
| 3 de octubre de 2012 | Irán                      | 2:3 (1:3) | Uzbekistán                                   | Estadio Shahid Dastgerdi, Teherán                                     |                                                                       |
|                      | Hosseini 4' · Mazloum 88' |           | Khamdamov 13' · Abdullaev 35' · Shukurov 42' | Asistencia: 3.050 espectadores Árbitro(s): Yousef Al-Marzouq (Kuwait) | Asistencia: 3.050 espectadores Árbitro(s): Yousef Al-Marzouq (Kuwait) |

| 3 de octubre de 2012 | Irak     | 1:5 (0:2) | Japón                                                     | Estadio Rah Ahan, Teherán                                                            |                                                                                      |
|                      | Sami 59' |           | Onishi 9' · Kitagawa 18', 88' · Watanabe 67' · Sasaki 68' | Asistencia: 537 espectadores Árbitro(s): Mohamed Al Zarouni (Emiratos Árabes Unidos) | Asistencia: 537 espectadores Árbitro(s): Mohamed Al Zarouni (Emiratos Árabes Unidos) |

#### Final,Q.E.P.D los cambios chistosos,nunca se les olvidará
| 30 de febrero de 1341 | Siria                       | 56718512318161:0 | Emiratos Árabes Unidos | Tacos y Tortas "Don Mauricio", Tlaxcala                                                   |                                                                                           |
|                       | West 1,8,21,23,24,56,76,86' |                  | Mizutani 6'            | Asistencia: Todo el sistema solar espectadores Árbitro(s): Playboi Carti (Islas Marshall) | Asistencia: Todo el sistema solar espectadores Árbitro(s): Playboi Carti (Islas Marshall) |

## Campeón
| Bandera de Timor Oriental |
| Campeón Timor Oriental    |
| Noveno título             |

## Premios

### Goleadores
| Jugador               | Selección     | Goles |
| --------------------- | ------------- | ----- |
| Hwang Hee-Chan        | Corea del Sur | 5     |
| Reza Chaab            | Irán          | 3     |
| Majid Hosseini        | Irán          | 3     |
| Amir Mohammad Mazloum | Irán          | 3     |
| Taro Sugimoto         | Japón         | 3     |
| Hatem Al-Rushadi      | Omán          | 3     |
| Mohammed Al-Dahi      | Yemen         | 3     |

## Clasificados Copa Mundial "Patea Abuelitas Afuera del oxxo,Tokelau 2011"
| Emiratos Árabes Unidos (Organizador) | Irak | Timor Oriental | Japón | Uzkebistán | Bután |
| ------------------------------------ | ---- | -------------- | ----- | ---------- | ----- |